# De Kat (Zaanse Schans)
De Kat is de enige werkende overgebleven windverfmolen ter wereld. De molen staat aan de Zaanse Schans in de gemeente Zaanstad. In totaal hebben ca. 50 verfmolens het Zaanse land gesierd.

## Geschiedenis
De oorspronkelijke molen 'De Kat' werd in 1645 gebouwd als oliemolen en verbrandde op 27 november 1782, de molen werd herbouwd. Deze oliemolen was tot 1904 in gebruik en werd toen gedeeltelijk afgebroken. De onderbouw met schuur bleven staan.
In 1960 is op de onderbouw het bovenachtkant en het binnenwerk van de verfmolen 'De Duinjager' geplaatst en de molen is sindsdien in gebruik als verfmolen.

## Gebruik
De molen is 's zomers dagelijks in bedrijf en is door zijn markante ligging als derde molen aan de Kalverringdijk een van de drukst bezochte molens van Nederland. Op de molen worden door enkele beroepsmolenaars nog steeds op ambachtelijke wijze pigmenten voor verf vervaardigd.
In de molen bevinden zich een kapperij en twee stellen kantstenen, waarmee het krijt en de pigmenten worden fijngemalen. Het koppel stenen waarmee de pigmenten worden gemalen bevindt zich in een afgetimmerde ruimte.
De molen is eigendom van de Vereniging De Zaansche Molen.

## Externe links

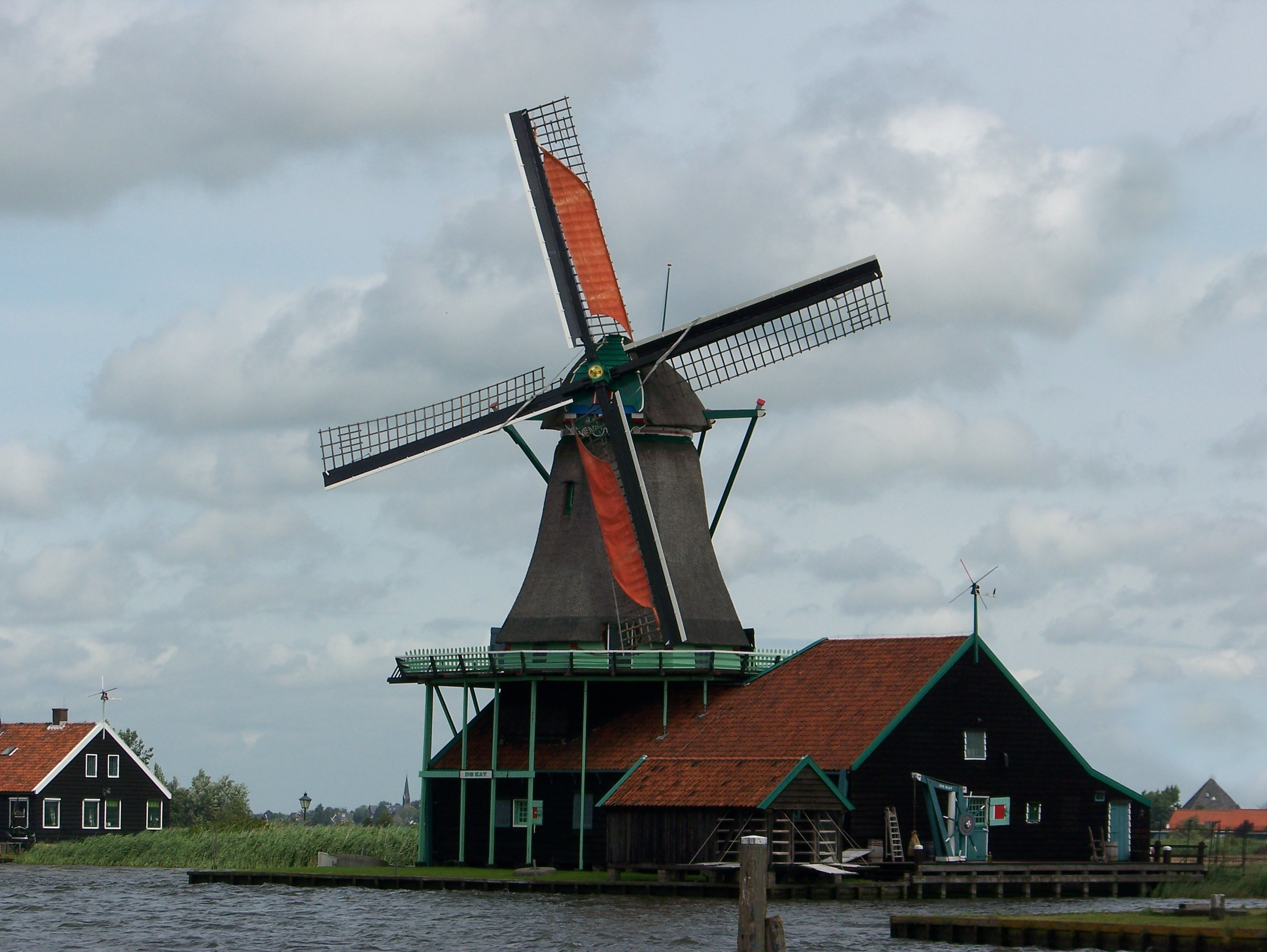
Blik op de molen vanaf de andere kant
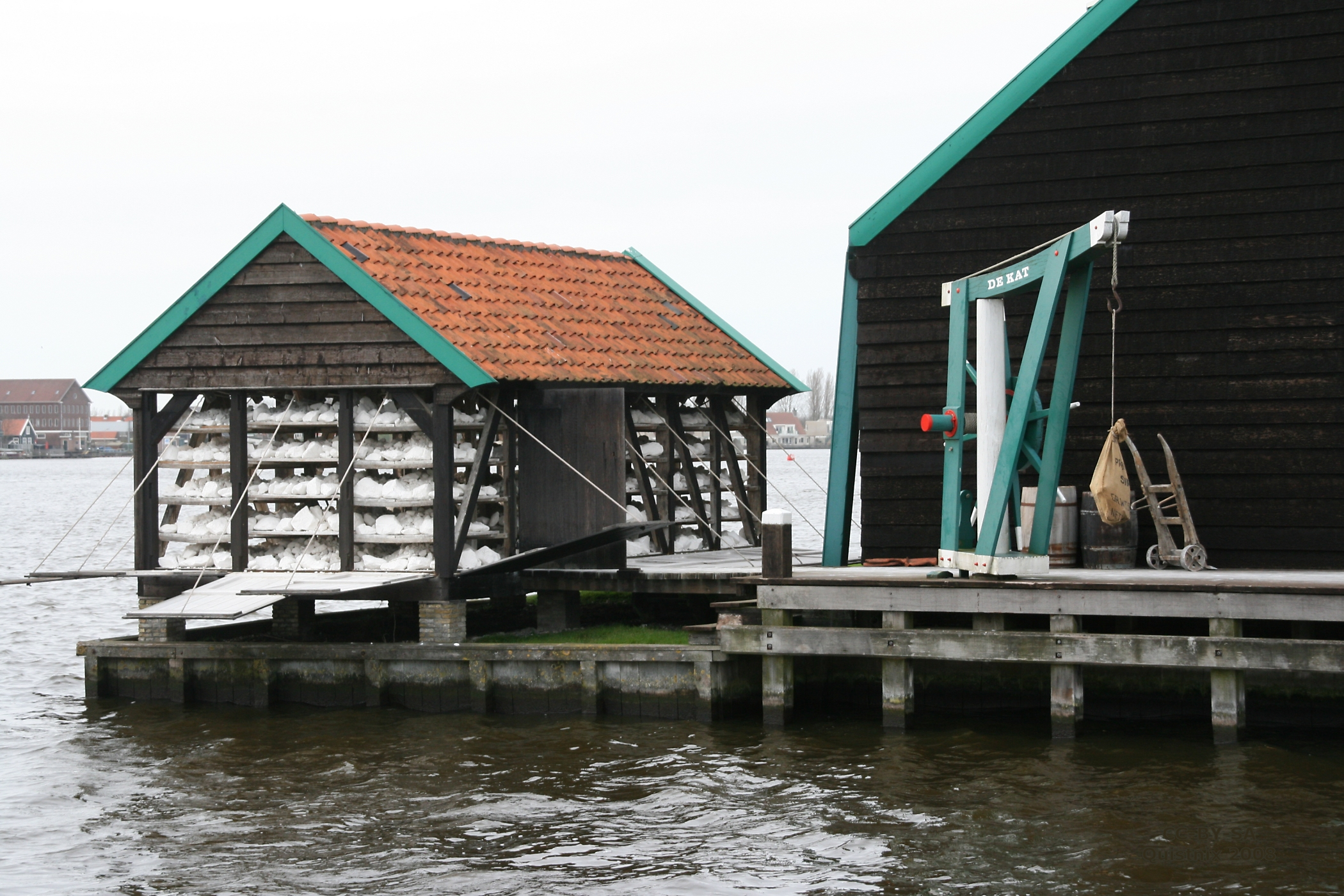
Droogschuurtje voor krijt
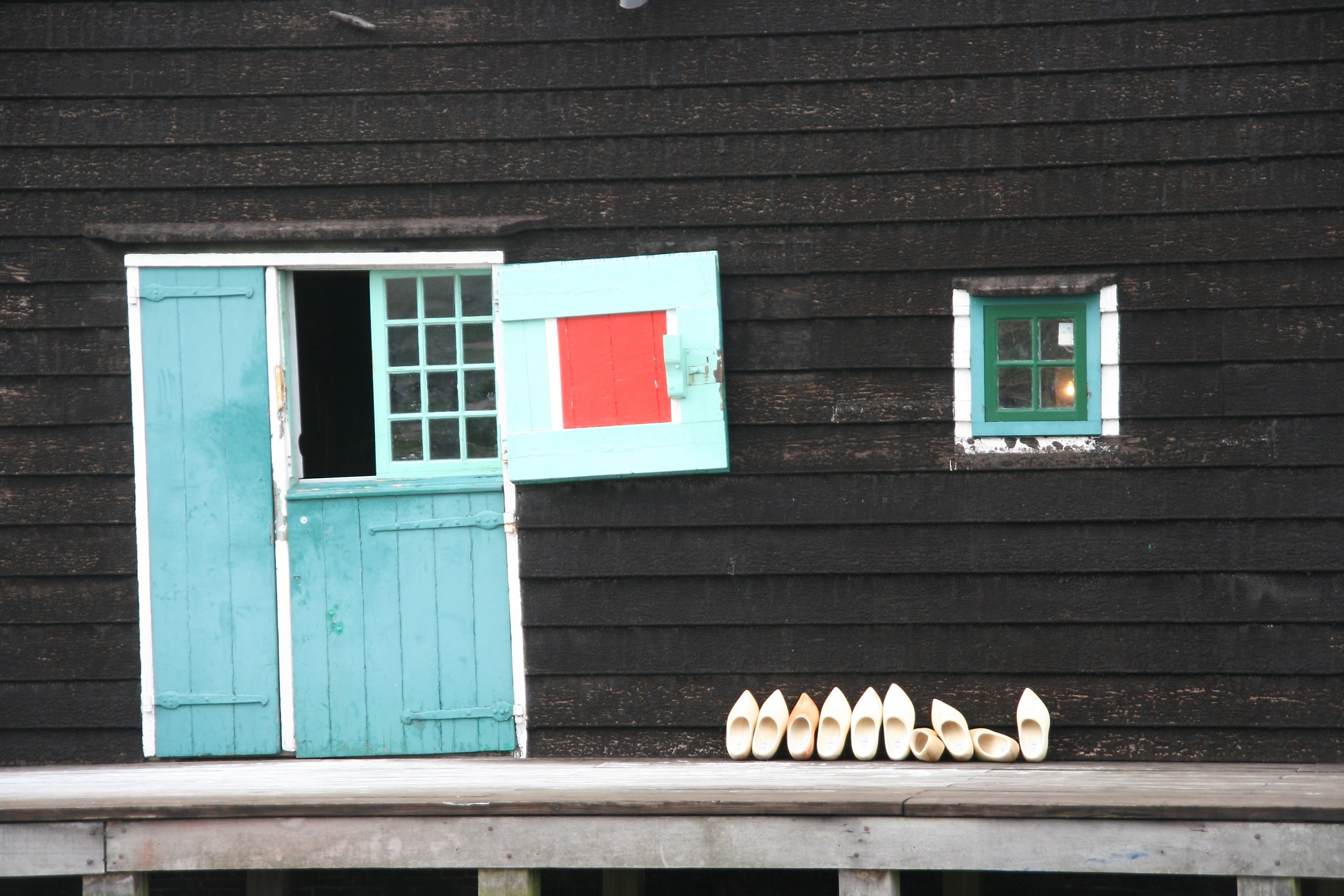
Klompen bij de deur
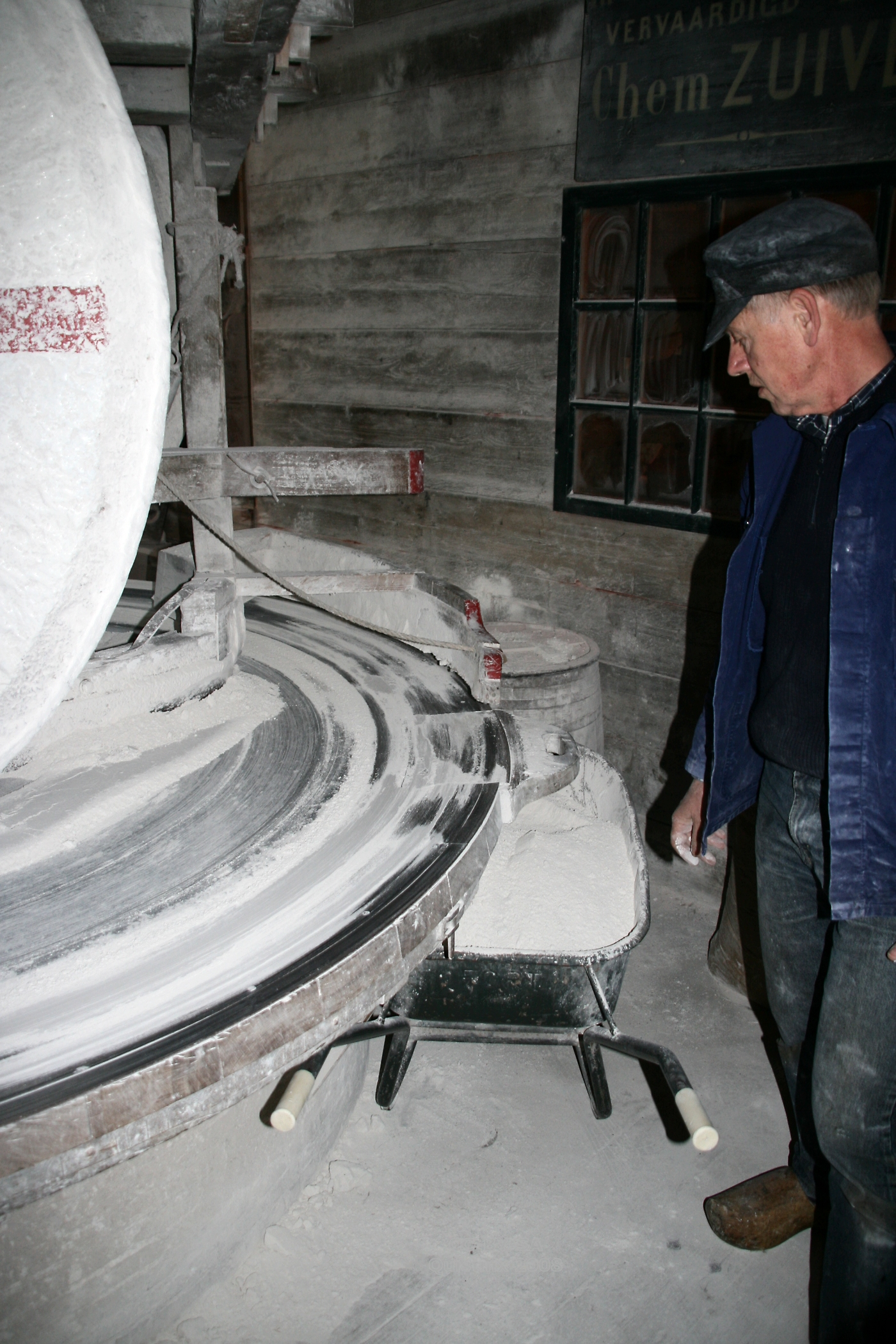
Kantstenen
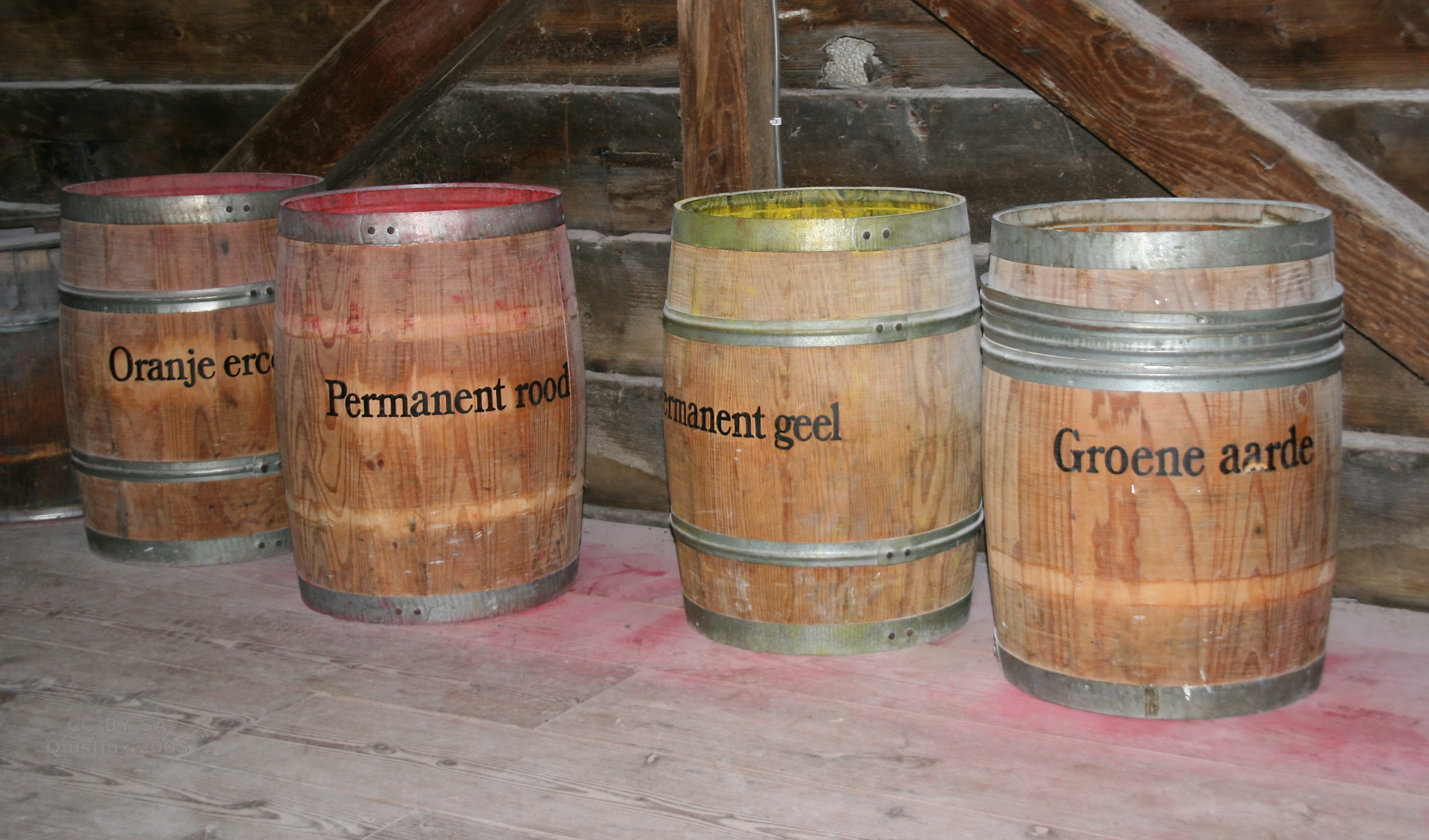
Pigmenttonnen
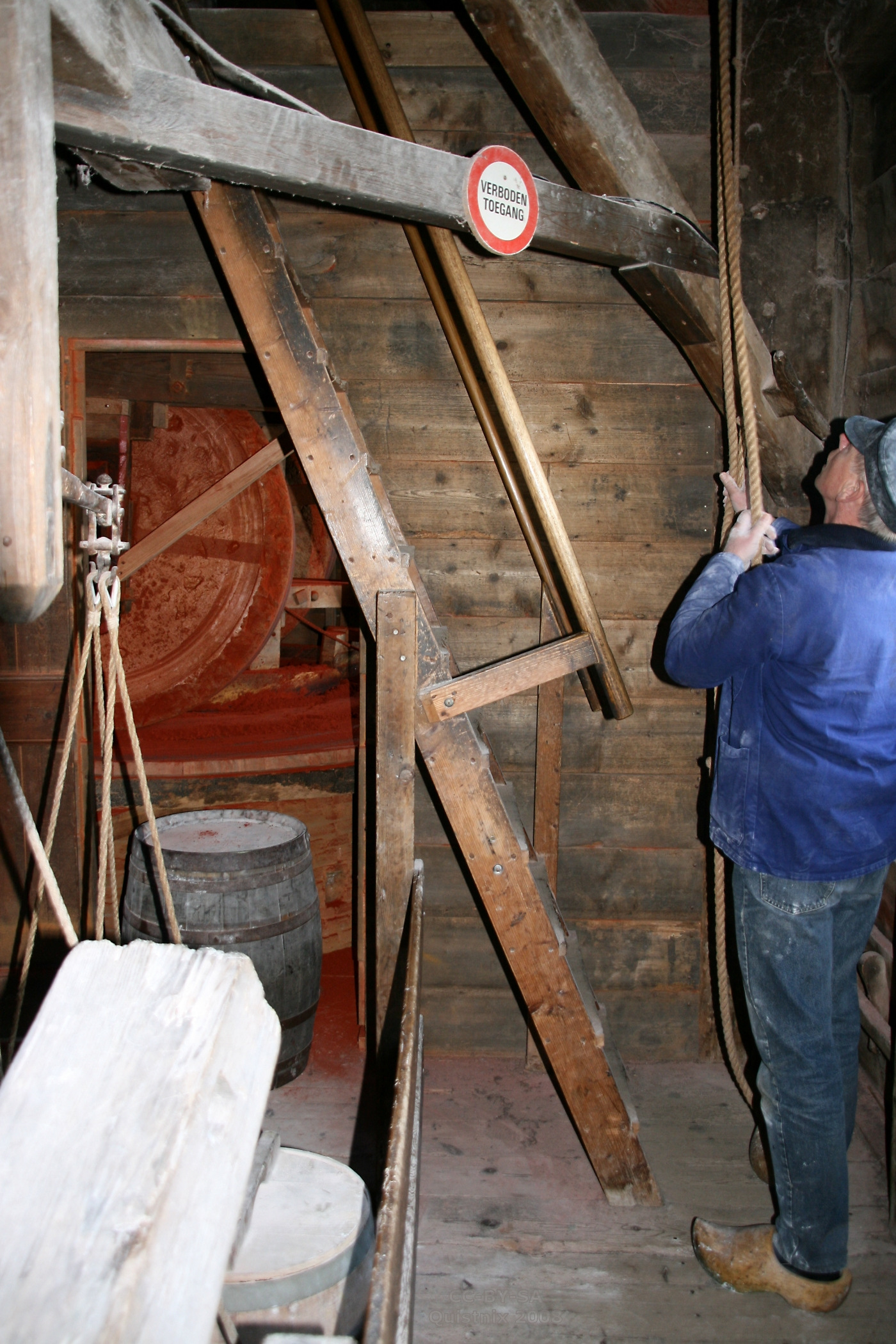
Kantstenen met rood pigment